# Aubachtal (Greiz)

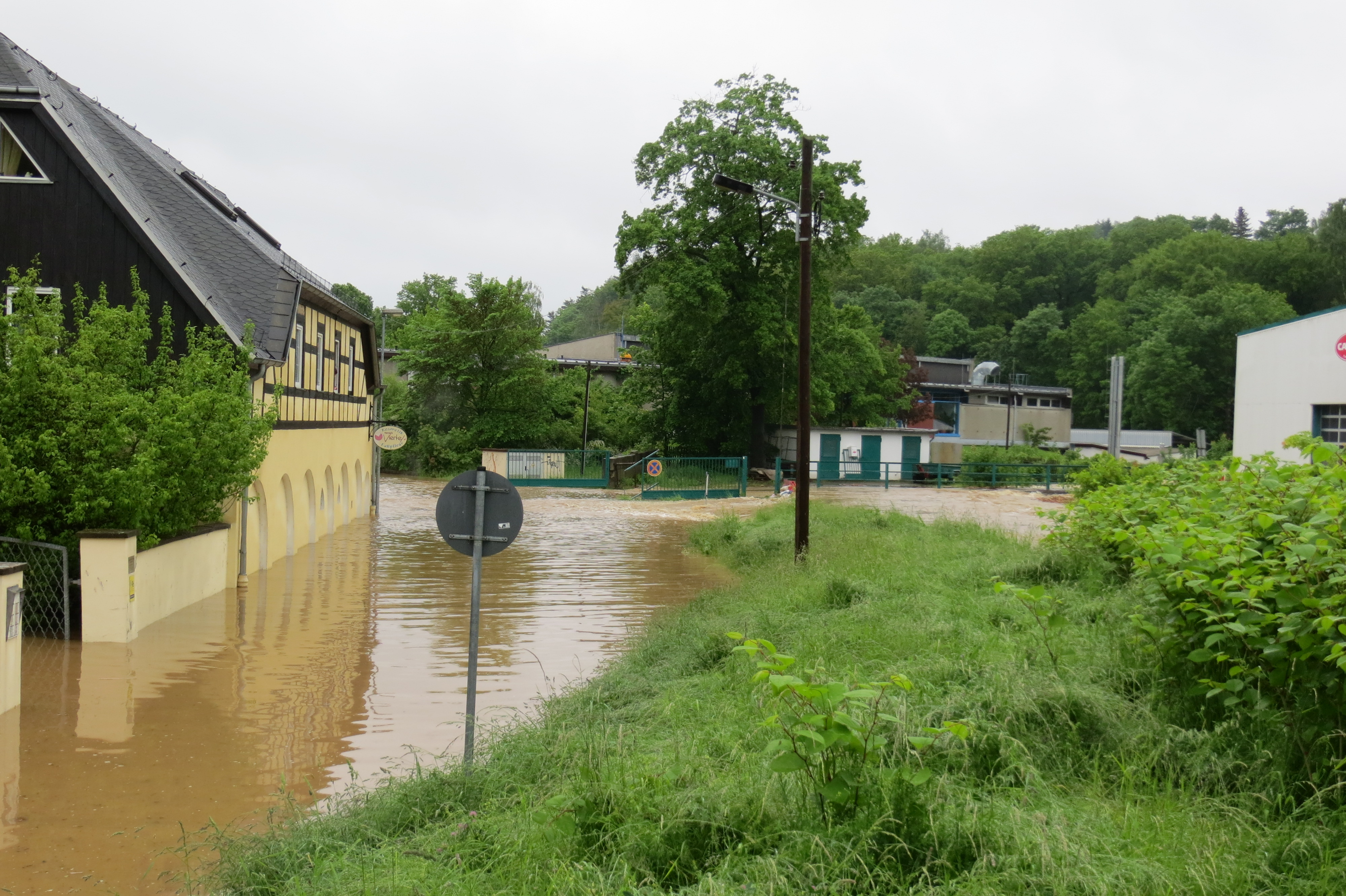
Hochwasser 2013 an der Hirschmühle

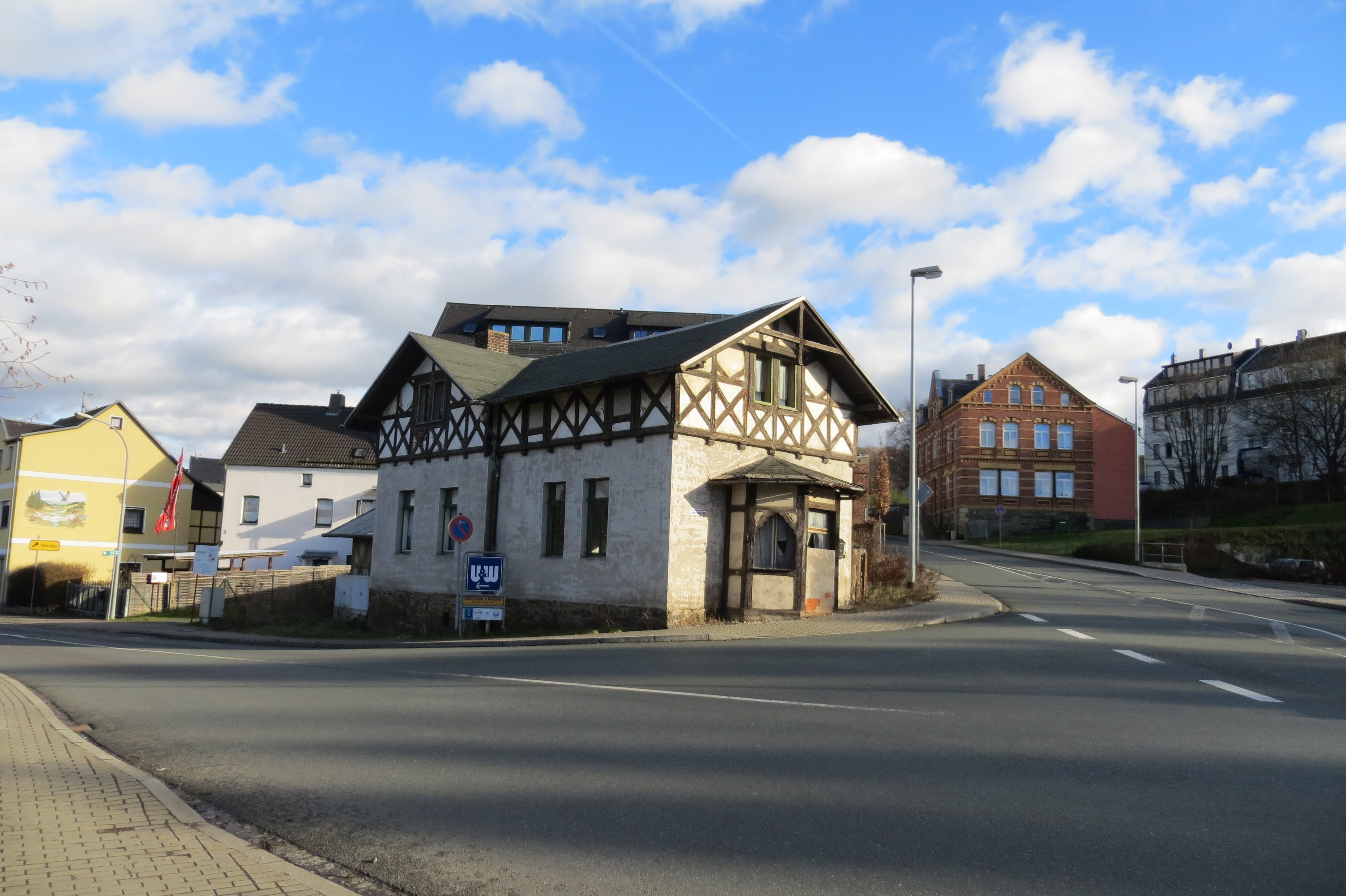
Ehemaliges Chausseehaus

Aubachtal ist ein Ortsteil von Greiz im Landkreis Greiz in Thüringen.

## Lage
Der Ortsteil Aubachtal befindet sich östlich der Kernstadt im Tal des Aubachs. Da der Ort nie eine eigene Gemeinde war, ist die genaue Ausdehnung unklar. Aubachtal liegt überwiegend auf Irchwitzer Gemarkung, aber auch auf Pohlitzer und Raasdorfer Flur. Je nach Abgrenzung liegen kleinere Flächen auch auf dem Gebiet von Greiz und Schönfeld.

## Geschichte
Im Jahre 1827 wurde der Ortsteil erstmals urkundlich genannt. Bis in die zweite Hälfte des 19. Jahrhunderts war das Gebiet noch kaum bebaut; als ältestes Anwesen gilt die Hirschmühle. Das Chausseehaus von 1858 in der Gabelung der Straßen nach Reichenbach und Werdau gehörte ebenfalls zu den ältesten Gebäuden. Ursprünglich für die Erhebung der Straßenmaut errichtet, diente es nach dem Ersten Weltkrieg bis in die zweite Hälfte des 20. Jahrhunderts als Polizeiwache, zuletzt als Schwesternstation, stand seit den 1990er Jahren leer und wurde im September 2024 abgerissen.
Ab 1875 begann die Bebauung des Tales mit Industriebetrieben und Wohnhäusern. 1884 wurde eine Schule eingerichtet, 1897 die Kirche eingeweiht, im Juni 2021 wurde sie entwidmet.
In den Jahren 1921/22 wurde Aubachtal durch Eingemeindung der oben genannten Orte ein Stadtteil von Greiz.
1924 wurde das Schwimmbad eröffnet. Mit dem Bau von Schwimmhalle (Anfang der 1990er Jahre), Eislauffläche (2000er Jahre) und Sporthalle (2015) wurde der Stadtteil zum Schwerpunkt der Sport- und Freizeiteinrichtungen der Stadt Greiz.

## Verkehr

### Straße
Aubachtal liegt an der Bundesstraße 94, die Greiz mit Reichenbach, Lengenfeld und Rodewisch verbindet. Von dieser zweigt die Landesstraße 1086 in Richtung Werdau ab.
Im Öffentlichen Personennahverkehr ist Aubachtal im ungefähren Viertelstundentakt mit 4 Buslinien der PRG Greiz an die Innenstadt von Greiz angebunden. Diese verbinden die Ortslage zudem mit Schönfeld, Irchwitz, Moschwitz und Pohlitz sowie über die Stadtgrenzen von Greiz hinaus mit Elsterberg, Reichenbach, Zeulenroda und Triptis.

### Eisenbahn
Von 1865 bis 1997 verlief die Bahnstrecke Neumark–Greiz durch den Ort. Der ursprüngliche Endbahnhof Greiz wurde mit Eröffnung der Elstertalbahn 1875 in Greiz oberer Bahnhof umbenannt, 1879 geschlossen und 1886 unter dem Namen Greiz Haltestelle wiedereröffnet. 1879 wurde er in Greiz-Aubachthal umbenannt, und ab 1911 galt die Schreibweise Greiz Aubachtal. Dieser Bahnhof lag allerdings nicht in Aubachtal, sondern weiter stadteinwärts.

## Bauwerke
Die Aubachtaler Kirche wurde 1892 vom letzten regierenden Greizer Fürsten Heinrich XXII gestiftet. Schon damals galt sie mit 800 Sitzplätzen als für den Ort überdimensioniert. Die bislang letzte grundhafte Sanierung, einschließlich jener des Kirchendaches, erfolgte Mitte der 1990er Jahre. Im Juni 2021 wurde die Kirche mangels Bedarfs entwidmet.